# Geografia Bahrajnu

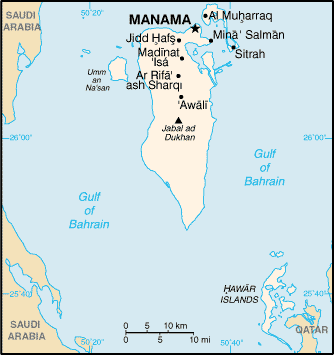
Mapa Bahrajnu

Bahrajn – niewielkie państwo wyspiarskie leżące na Bliskim Wschodzie. Ten niewielki obszar w VII w. n.e. znalazł się pod wpływami islamu i po dziś dzień jest krajem gdzie islam jest religią państwową. Bahrajn uzyskał niepodległość w 1971 roku, obecnie zalicza się do najbogatszych państw świata.

## Powierzchnia, położenie i granice
Powierzchnia – 695 km², porównywalna z powierzchnią dużego polskiego powiatu.
Położenie – kraj leży w Azji Południowo-Zachodniej na Bliskim Wschodzie, na obszarze wód Zatoki Perskiej. Państwo to leży pomiędzy Arabią Saudyjską, a Półwyspem Katar.
Skrajne punkty – północny 26°19′N, południowy 25°48′N, zachodni 50°22′E, wschodni 50°43′E. Główna wyspa mierzy 45 km długości i 16 km szerokości.
Bahrajn poprzez wody terytorialne graniczy od zachodu z Arabią Saudyjską, a od wschodu z Katarem.

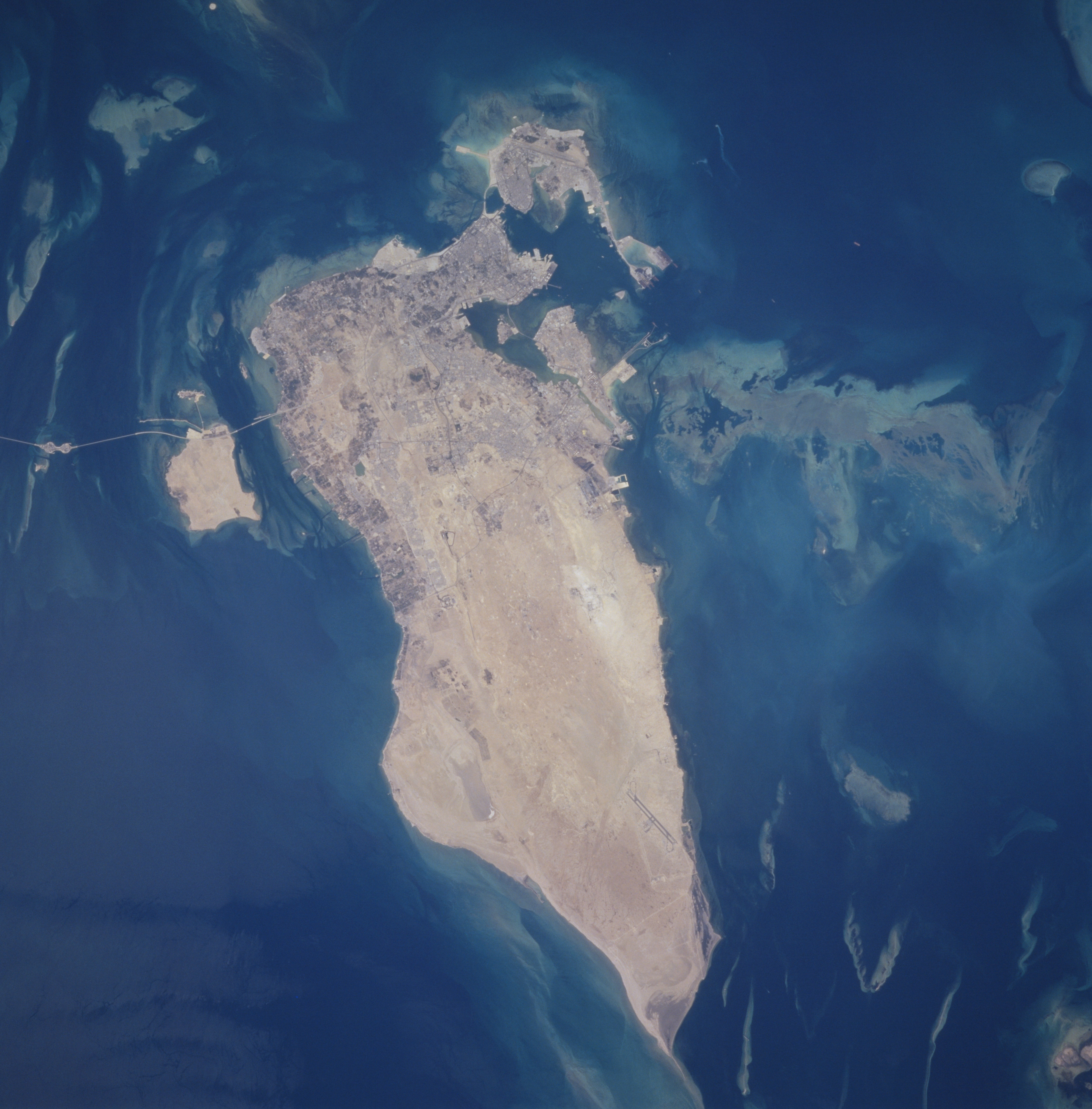
Bahrajn- widok z kosmosu

Linia brzegowa – 161 km

## Ukształtowanie terenu i gleby
Wyspy wchodzące w skład Bahrajnu stanowią wyniesioną powyżej poziomu morza część podmorskiego grzbietu. Kraj składa się z 35 wysp, które są otoczone rafami koralowymi. Poza główną wyspą, do ważniejszych zaliczają się: Muharrak leżąca na północny wschód od głównego Bahrajnu, Sitra leżąca na wschód od wyspy Bahrajn. Obie te wyspy leżą w odległości kilkuset metrów od wyspy Bahrajn. Trzecią ważniejszą wyspą jest Umm an-Nasan leżąca kilka kilometrów na zachód od głównej wyspy, Umm an-Nasan ma połączenie drogowe (grobla i most) z Bahrajnem, jak i Arabią Saudyjską.
Bahrajn, jako że stanowi część podmorskiego grzbietu, jest niezwykle nizinna wyspą, gdzie jej najwyższy szczyt – Dżabal ad-Duchan mierzy zaledwie 134 m n.p.m. Zbudowany z piaskowców Ad Dukhan jest niewielkim o łagodnym nachyleniu wzgórzem, wokół którego teren jest równinny. Obszary równinne stanowią większość powierzchni kraju. Linia brzegowa kraju jest w zasadzie słabo rozwinięta, jedynie północny i północno-wschodni odcinek jest bardziej urozmaicony.
W kraju dominują suche gleby pustynne yermosole, a na obszarach słonych bagien – sołonczaki. Także na wybrzeżu gleby są w dużym stopniu zasolone. Wszystkie te gleby mają niewielki poziom żyzności, a niektóre tereny nie posiadają warstwy glebowej.

## Klimat
Bahrajn leży w strefie klimatu zwrotnikowego o skrajnie suchej odmianie. Obecność wód Zatoki Perskiej nie ma praktycznie żadnego wpływu na temperatury i opady. Bahrajn leży pomiędzy dwoma wielkimi obszarami lądowymi Półwyspu Arabskiego i kontynentu Azjatyckiego, przez co klimat cechuje się niezwykłą suchością.
Opady są niewielkie i osiągają jedynie 80 mm rocznie, a ponadto deszcze występują jedynie w półroczu zimowym w postaci gwałtownych i krótkotrwałych ulew. Od marca do końca października deszcz nie pada w ogóle. Temperatury są typowe dla obszarów zwrotnikowych. W styczniu średnia dobowa wynosi 17 °C, a w sierpniu 34 °C. Cechą temperatur są wysokie amplitudy dobowe. Latem występują w dzień upały rzędu 40–45 °C, a w nocy powietrze jest rześkie około 20 °C. Zimą w nocy jest dość chłodno około 5–10 °C, a w dzień jest stosunkowo ciepło 16–22 °C.

## Wody
Bahrajn jest prawie całkowicie pozbawiony jakichkolwiek wód powierzchniowych, jedynie na południowym zachodzie występują słone bagna. Ten nizinny obszar nie posiada także charakterystycznych dla pustynnych obszarów suchych dolin – wadi. Jedynymi zasobami wód w kraju są wody artezyjskie. Do głównych źródeł pozyskiwania wody zaliczane są wody Zatoki Perskiej. Kraj posiada stacje uzdatniania wody morskiej, zasilane ropą naftową.

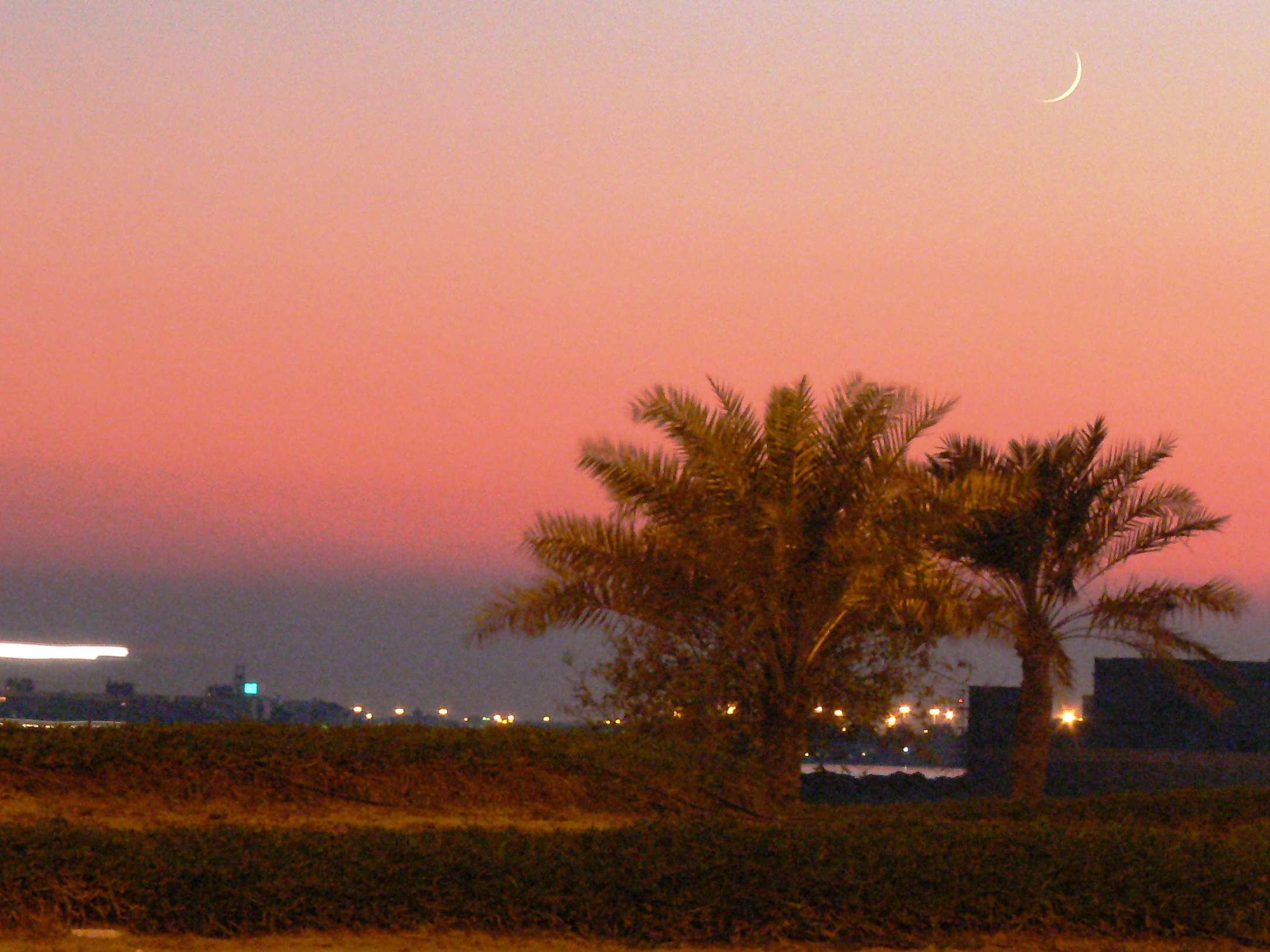
Palma daktylowa

## Flora
Pomimo chronicznego braku opadów, szata roślinna jest dość bogata. Na pustyni występuje ponad 200 gatunków roślin. Cały obszar Bahrajnu to tereny pustynne, gdzie występuje roślinność kserofityczna i efemeryczna. Spośród drzew powszechnym gatunkiem jest palma daktylowa. W miastach występuje zieleń miejska.

## Fauna
Fauna typowa dla arabskich krańców Krainy Etiopskiej. Świat zwierząt jest bardzo ubogi i składa się z gatunków pustynnych. Do ssaków zaliczyć należy ariela i tara, a z mniejszych przedstawicieli na Bahrajnie żyją karakale i mangusty. Ptaki występują głównie na wybrzeżu, a dominującymi gatunkami są ptaki morskie. Z gadów powszechne są jaszczurki. Liczebność zwierząt, głównie ssaków jest niewielka ze względu na dużą liczbę ludności, a co za tym idzie wysoki poziom urbanizacji w stosunku do niewielkiej wyspy. W wodach Zatoki Perskiej rosną koralowce.